# فالينامين
فالينامين (بالإنجليزية: Valienamine)‏ هو أمينوسايكليتول سُباعي ذرات الكربون يُوجد كبنية أساسية في قليلات السكريدات الزائفة مثل مضاد السكري أكاربوز والمضاد الحيوي فاليداميسين، يُمكن إيجاده أيضًا في أنواع الشعشاعة.
الفالينامين هو مادة وسطية تتشكل بواسطة التحلل الميكروبي للفاليداميسينات.